# Monasterio de Rongbuk

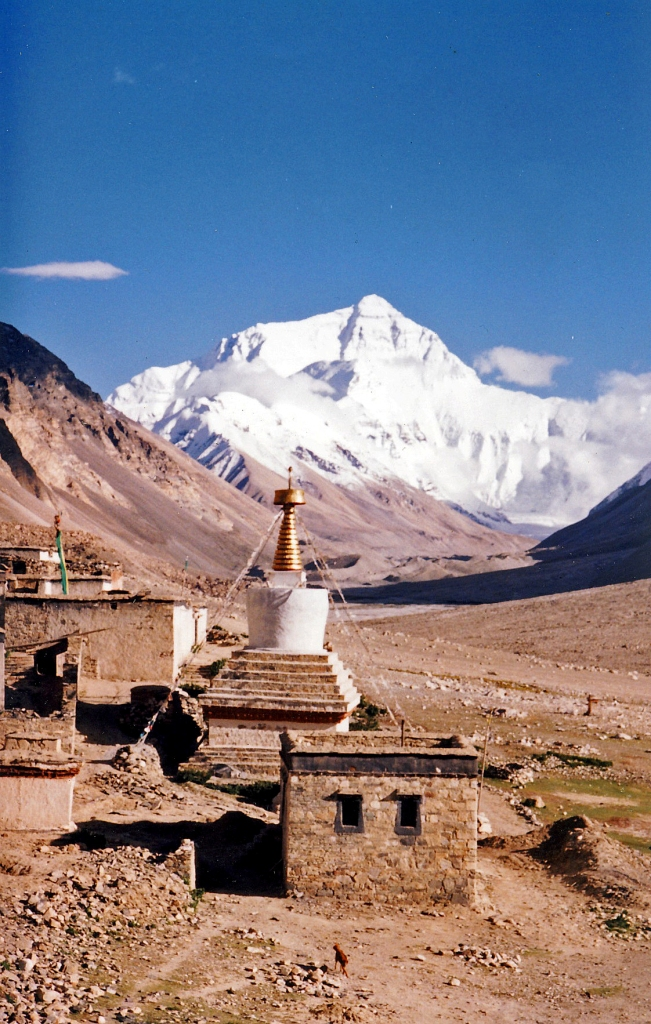
Monte Everest visto desde el Monasterio de Rongbuk

El Monasterio de Rongbuk es un Monasterio budista tibetano de la corriente Nyingma de la ciudad de Basum, Condado de Dingri, Prefectura de Xigazê de la Región Autónoma del Tíbet, China. En él viven 30 monjes budistas y 30 monjas.

## Situación
El monasterio se encuentra al pie del Glaciar de Rongbuk a 5.100 metros de altitud Es el monasterio más alto del mundo y se encuentra solamente 200 metros más abajo que el Campamento Base Norte del Monte Everest. El monasterio es accesible hoy a los vehículos por un camino rural. Antes de ello, exploradores como George Mallory y Andrew Irvine tuvieron que caminar durante cinco semanas desde Darjeeling, en las colinas al pie de la montaña del Himalaya en el lado indio, para llegar a este lugar.
Los escaladores deben pasar por Rongbuk para llegar al pico del Monte Everest por la cara norte. Ha sido descrito como uno de los lugares con vistas más espectaculares del mundo entero, ya que pueden verse las cimas del Shishapangma, Monte Everest, Cho Oyu, y los picos de Gyachung Kang. Uno de los primeros exploradores británicos en visitar la zona, John Noel, lo describió como: "Algún arquitecto colosal, que construyó con picos y valles, parece aquí haber forjado un prodigio dramático - un balcón a la grandiosidad de la montaña."
Envuelto a menudo en nubes y niebla, el gran pico del Everest fue descrito ya sea como "Una masa triangular ridícula" (por George Mallory) o "Un capitel brillante de roca acanalado por la nieve" y, por último (por Noel Odell), como "Una cabeza imponente de granito y hielo que se cierne amenazantemente sobre el Glaciar de Rongbuk, brillando blanco en sus pies".

## Arquitectura
En frente del Monasterio hay Estupa redonda que contiene un relicario.

## Importancia histórica, religiosa y cultural
El monasterio de Rongbuk fue fundado en 1902 en un área con, en un principio, cabañas dedicadas a la meditación que había sido usada por monjes y ermitaños durante más de 400 años. Las cuevas para la meditación de los ermitaños salpican las paredes del desfiladero por todas partes alrededor del complejo del monasterio y en el valle. Hay gran cantidad de paredes y piedras talladas con sílabas sagradas y oraciones, que bordean los senderos.
El Lama Fundador de Rongbuk, conocido como Zatul Rinpoche (cargo del budismo tibetano), fue muy respetado por los tibetanos. Aunque el Lama veía a los primeros escaladores como "herejes", les dio su protección y proporcionó carne y té mientras rezaba por su conversión. El Lama de Rongbuk fue quien dio a Namgyal Wangdi el nombre de Ngawang Tenzin Norbu, o Tenzing Norgay, siendo niño.
El monasterio fue muy activo en la enseñanza, en ciertas épocas del año. En la actualidad sigue siendo un lugar activo de peregrinaje budista celebrando ceremonias anuales a las que acuden espectadores que viene desde lugares tan lejanos como Nepal y Mongolia. Estas ceremonias se extendieron a los monasterios cercanos, al otro lado del Himalaya, también fundados por el Lama de Rongbuk. Las ceremonias continúan hasta el día de hoy, notablemente en el Monasterio Sherpa de Tengboche.
Los vastos tesoros del monasterio en libros y trajes, que habían sido llevados para su custodia en Tengboche Nepal, se perdieron en 1989 en un incendio.